# Brachystelma bikitaense
Brachystelma bikitaense är en oleanderväxtart som beskrevs av Peckover. Brachystelma bikitaense ingår i släktet Brachystelma och familjen oleanderväxter. Inga underarter finns listade i Catalogue of Life.